# Jeffrey Combs
Jeffrey Alan Combs (n. 9 septembrie 1954, Oxnard, California, SUA) este un actor american. El este cel mai bine cunoscut pentru rolul lui Herbert West în seria de filme Re-Animator (1985–2003) și pentru că a portretizat o serie de personaje din universul Star Trek, în special Brunt și diferiți membri ai rasei Weyoun din Star Trek: Deep Space Nine (1994–). 1999) și Thy'lek Shran în Star Trek: Enterprise (2001–2005).

## Filmografie

### Film
| An   | Film                                               | Rol                                 | Note                  | Sursă             |
| ---- | -------------------------------------------------- | ----------------------------------- | --------------------- | ----------------- |
| 1981 | Honky Tonk Freeway                                 | Drive-In Teller                     |                       |                   |
| 1981 | Whose Life Is It Anyway?                           | 1st-Year Intern                     |                       |                   |
| 1983 | Frightmare                                         | Stu                                 |                       |                   |
| 1983 | The Skin of Our Teeth                              | Henry Antrobus                      |                       |                   |
| 1983 | The Man with Two Brains                            | Dr. Jones                           |                       |                   |
| 1985 | Re-Animator                                        | Herbert West                        |                       |                   |
| 1986 | From Beyond                                        | Crawford Tillinghast                |                       |                   |
| 1987 | Cyclone                                            | Rick Davenport                      |                       |                   |
| 1988 | Cellar Dweller                                     | Colin Childress                     |                       |                   |
| 1988 | Dead Man Walking                                   | Chaz                                |                       |                   |
| 1988 | The Phantom Empire                                 | Andrew Paris                        | Direct-pe-video       |                   |
| 1988 | Pulse Pounders                                     | Johnathan                           |                       |                   |
| 1989 | Bride of Re-Animator                               | Herbert West                        |                       |                   |
| 1990 | The Pit and the Pendulum                           | Francisco, The Inquisitor           |                       |                   |
| 1990 | Robot Jox                                          | Spectator, Prole                    |                       |                   |
| 1991 | The Guyver                                         | Dr. East                            |                       |                   |
| 1991 | Death Falls                                        | Lonnie Hawks                        |                       |                   |
| 1991 | Trancers II                                        | Dr. Pyle                            |                       |                   |
| 1992 | Doctor Mordrid                                     | Dr. Mordrid                         |                       |                   |
| 1993 | Fortress                                           | "D-Day"                             |                       |                   |
| 1993 | Necronomicon                                       | H. P. Lovecraft                     |                       |                   |
| 1994 | Love and a .45                                     | Bob "Dinosaur Bob"                  |                       |                   |
| 1994 | Lurking Fear                                       | Dr. Haggis                          |                       |                   |
| 1995 | Castle Freak                                       | John Reilly                         |                       |                   |
| 1995 | Felony                                             | Bill Knight                         |                       |                   |
| 1995 | Cyberstalker aka The Digital Prophet               | Andy Coberman                       |                       |                   |
| 1995 | Dillinger and Capone                               | Gilroy                              | Direct-pe-video       |                   |
| 1996 | The Frighteners                                    | Special Agent Milton Dammers        |                       |                   |
| 1996 | Norma Jean & Marilyn                               | Montgomery Clift                    |                       |                   |
| 1997 | Time Tracers                                       | Dr. Carrington                      |                       |                   |
| 1997 | Snide and Prejudice                                | Therapist Meissner                  |                       |                   |
| 1998 | I Still Know What You Did Last Summer              | Mr. Brooks                          |                       |                   |
| 1998 | Caught Up                                          | Security Guard                      |                       |                   |
| 1998 | Spoiler                                            | Captain                             |                       |                   |
| 1999 | House on Haunted Hill                              | Dr. Richard Benjamin Vannacutt      |                       |                   |
| 1999 | Poseidon's Fury: Escape From the Lost City         | Lord Darkennon                      | Short film            |                   |
| 2001 | Faust: Love of the Damned                          | Lieutenant Dan Margolies            |                       |                   |
| 2001 | The Attic Expeditions                              | Dr. Ek                              |                       |                   |
| 2001 | Contagion                                          | Brown                               |                       |                   |
| 2002 | FeardotCom                                         | Detective Sykes                     |                       |                   |
| 2003 | Beyond Re-Animator                                 | Herbert West                        |                       |                   |
| 2005 | Hammerhead: Shark Frenzy                           | Dr. Preston King                    |                       |                   |
| 2005 | All Souls Day: Dia de los Muertos                  | Thomas White                        |                       |                   |
| 2005 | Edmond                                             | Desk Clerk                          |                       |                   |
| 2006 | Satanic                                            | Detective Joyner                    |                       |                   |
| 2006 | Voodoo Moon                                        | Frank Taggert                       | Film TV               |                   |
| 2006 | Abominable                                         | Buddy, The Clerk                    |                       |                   |
| 2006 | Blackwater Valley Exorcism                         | Sheriff Jimmy Fleck                 |                       |                   |
| 2007 | Return to House on Haunted Hill                    | Dr. Richard Benjamin Vannacutt      |                       |                   |
| 2007 | The Wizard of Gore                                 | The Geek                            |                       |                   |
| 2007 | Brutal                                             | Sheriff Jimmy Fleck                 | Direct-pe-video       |                   |
| 2007 | The Attackmen                                      | Mr. Simms                           |                       |                   |
| 2007 | Stuck                                              | 911 Operator                        | Voice                 |                   |
| 2008 | Parasomnia                                         | Detective Garrett                   |                       |                   |
| 2009 | The Dunwich Horror                                 | Wilbur Whateley                     | Film TV               |                   |
| 2009 | Dark House                                         | Walston Rey                         |                       |                   |
| 2012 | Elf-Man                                            | Mickey                              |                       |                   |
| 2012 | Would You Rather                                   | Shepard Lambrick                    |                       |                   |
| 2012 | Night of the Living Dead 3D: Re-Animation          | Harold Tovar                        |                       |                   |
| 2013 | Motivational Growth                                | The Mold                            | Voice                 |                   |
| 2013 | Favor                                              | Tad Harrison                        |                       |                   |
| 2013 | Transformers Prime Beast Hunters: Predacons Rising | Ratchet                             | Voce, Film TV         |                   |
| 2014 | Suburban Gothic                                    | Dr. Carpenter                       |                       |                   |
| 2014 | Beethoven's Treasure Tail                          | Fritz Bruchschnauser / Howard Belch |                       |                   |
| 2017 | Howard Lovecraft and the Undersea Kingdom          | King Abdul                          | Voce, Direct-pe-video |                   |
| 2018 | Scooby-Doo! & Batman: The Brave and the Bold       | Vic Sage / Question                 | Voce, Direct-pe-video |                   |
| 2018 | Howard Lovecraft and the Kingdom of Madness        | H. P. Lovecraft                     | Voce, Direct-pe-video |                   |
| 2019 | Holiday Hell                                       | The Shopkeeper                      | Direct-pe-video film  |                   |
| 2019 | In Search of Darkness                              | Himself                             | Documentary film      | [ 3 ]             |
| 2020 | In Search of Darkness: Part II                     | Himself                             | Documentary film      |                   |
| 2020 | Unbelievable!!!!!                                  | Male Larrisha                       |                       |                   |
| 2020 | Age of Stone and Sky: The Sorcerer Beast           | Far Seeing Crow                     |                       |                   |
| 2023 | Batman: The Doom That Came to Gotham               | Kirk Langstrom                      | Voce, Direct-pe-video | [ 4 ] [ 2 ]       |
| 2023 | Onyx the Fortuitous and the Talisman of Souls      | Bartok the Great                    |                       |                   |
| 2024 | Stream                                             | Mr. Lockwood                        |                       | [ 5 ] [ 6 ] [ 7 ] |

### Televiziune
| An        | Titlu                                  | Rol                        | Note                                           |
| --------- | -------------------------------------- | -------------------------- | ---------------------------------------------- |
| 1983      | The Mississippi                        | Military cadet             | Episodul: "We Remember, We Revere"             |
| 1983      | Houston Nights                         | Frank Stark                | Episodul: "Lady Smoke"                         |
| 1987      | Beauty and the Beast                   | Python                     | Episodul: "No Way Down"                        |
| 1988      | Jake and the Fatman                    | Alan Shuba                 | Episodul: "What is This Thing Called Love"     |
| 1988      | Incredibly Strange Film Show           | Himself                    | Episodul: "Tsui Hark and Stuart Gordon"        |
| 1989      | Freddy's Nightmares                    | Ralph                      | Episodul: "Love Stinks"                        |
| 1989      | Life Goes On                           | Burk Clifton               | Episodul: "Invasion of the Thatcher Snatchers" |
| 1989      | Hunter                                 | James Wilkins              | Episodul: "Fatal Obsession, Part 2"            |
| 1991      | The Flash                              | Jimmy Swain                | Episodul: "Captain Cold"                       |
| 1991      | Sisters                                | Derek Cotts                | Episodul: "Protective Measures"                |
| 1994      | Babylon 5                              | Harriman Gray              | Episodul: "Eyes"                               |
| 1994–1999 | Star Trek: Deep Space Nine             | Brunt, Weyoun, Tiron       | 33 episoade                                    |
| 1995      | The Single Guy                         | Klein                      | Episodul: "The Virgin"                         |
| 1995      | Ultraman: The Ultimate Hero            | Roger "Sheck" Shector      | Episodul: "A Quartet Of Creatures"             |
| 1996      | Perversions of Science                 | Prisoner #50557            | Episodul: "The Exile"                          |
| 1997      | The New Batman Adventures              | Jonathan Crane / Scarecrow | Voce, Episodul: "Never Fear"                   |
| 1998      | The Net                                | Max Copernicus             | Episodul: "Lunatic Fringe"                     |
| 1999      | FreakyLinks                            | Coroner                    | Episodul: "Subject: Live Fast, Die Young"      |
| 2000      | Martial Law                            | Antoine Trembel            | Episodul: "In the Dark"                        |
| 2000      | Star Trek: Voyager                     | Penk                       | Episodul: "Tsunkatse"                          |
| 2001–2005 | Star Trek: Enterprise                  | Shran, Krem                | 11 episoade                                    |
| 2002      | The Twilight Zone                      | Harry Radditch             | Episodul: "The Placebo Effect"                 |
| 2002      | She Spies                              | Indigo                     | Episodul: "The Replacement"                    |
| 2003      | Spider-Man: The New Animated Series    | Dr. Zellner, Professor     | Voce, 2 episoade                               |
| 2003      | CSI: Crime Scene Investigation         | Dr. Dale Sterling          | Episodul: "Jackpot"                            |
| 2004–2006 | Justice League Unlimited               | Vic Sage / Question        | Voce, 5 episoade                               |
| 2004–2006 | Super Robot Monkey Team Hyperforce Go! | Gyrus Krinkle              | Voce, 2 episoade                               |
| 2005      | Hammerhead: Shark Frenzy               | Dr. Preston King           |                                                |
| 2005–2007 | The 4400                               | Dr. Kevin Burkoff          | 15 episoade                                    |
| 2006      | Masters of Horror                      | Edgar Allan Poe            | Episodul: "The Black Cat"                      |
| 2008      | Cold Case                              | Sly Borden                 | Episodul: "Spiders"                            |
| 2009      | Batman: The Brave and the Bold         | Chuck Brown / Kite Man     | Voce, Episodul: "Long Arm of the Law!"         |
| 2010–2011 | Scooby-Doo! Mystery Incorporated       | Professor Hatecraft        | Voce, 2 episoade                               |
| 2010–2012 | The Avengers: Earth's Mightiest Heroes | Samuel Sterns / Leader     | Voce, 5 episoade                               |
| 2010–2013 | Transformers: Prime                    | Ratchet, MECH #1           | Voce, 56 episoade                              |
| 2012      | Thundercats                            | Soul Sever                 | Voce, Episodul: "The Soul Sever"               |
| 2012      | Femme Fatales                          | Interrogator               | Voce, Episodul: "Killer Instinct"              |
| 2012–2016 | Teenage Mutant Ninja Turtles           | Victor Falco / Rat King    | Voce, 4 episoade                               |
| 2013      | DC Nation – Doom Patrol                | Chief                      | Voce, 3 episoade                               |
| 2014      | Criminal Minds                         | John Nichols               | Episodul: "The Black Queen"                    |
| 2014      | Ben 10: Omniverse                      | Kuphulu                    | Voce, 2 episoade                               |
| 2015      | Gotham                                 | Office Manager             | 2 episoade                                     |
| 2015      | Hulk and the Agents of S.M.A.S.H.      | Mainframe                  | Voce, Episodul: "Wheels of Fury"               |
| 2016      | Transformers: Robots in Disguise       | Ratchet                    | Voce, 2 episoade                               |
| 2017      | Stan Against Evil                      | Impish Man                 | Episodul: "Girls' Night"                       |
| 2019–2020 | Tigtone                                | Prince Lavender            | Voce, 5 episoade                               |
| 2019      | Pandora                                | Berman Livingston          | Episodul: "Hurricane"                          |
| 2019      | Creepshow                              | Reinhard                   | Segment: "Bad Wolf Down"                       |
| 2021–2023 | Star Trek: Lower Decks                 | AGIMUS                     | Voce, 3 episoade                               |
| 2023      | SpongeBob SquarePants                  | Wally                      | Voce, Episodul: "Wallhalla"                    |

### Jocuri video
| An   | Titlu                                     | Rol                                                |
| ---- | ----------------------------------------- | -------------------------------------------------- |
| 2001 | Star Trek: Deep Space Nine: Dominion Wars | Weyoun                                             |
| 2003 | Star Trek: Elite Force II                 | Commander Suldok                                   |
| 2003 | Batman: Rise of Sin Tzu                   | Jonathan Crane / Scarecrow                         |
| 2012 | The Secret World                          | Hayden Montag, Charles Zurn                        |
| 2012 | Transformers: Prime – The Game            | Ratchet                                            |
| 2013 | Imperium Galactic War                     | Novus Ordo, Narator                                |
| 2013 | Lego Marvel Super Heroes                  | Samuel Sterns / Leader                             |
| 2017 | Injustice 2                               | Brainiac                                           |
| 2018 | Star Trek Online: Victory Is Life         | Weyoun                                             |
| 2018 | Lego DC Super-Villains                    | Jonathan Crane / Scarecrow, Chuck Brown / Kite Man |